# Gran Mesquita de Xauen
La Gran Mesquita de Xauen (en àrab: المسجد الأعظم, romanitzat: masjid al-ʾaʿaẓam;  o الجامع الكبير al-jama ʿal-kabir o الجامع الأكبر al-jamaʿ al-ʾakbar) és la mesquita més antiga, i la més important mesquita aljama, de Xauen, al Marroc. És a la cèntrica Plaça Outa Hammam, a prop de la històrica casba de la ciutat.

## Història

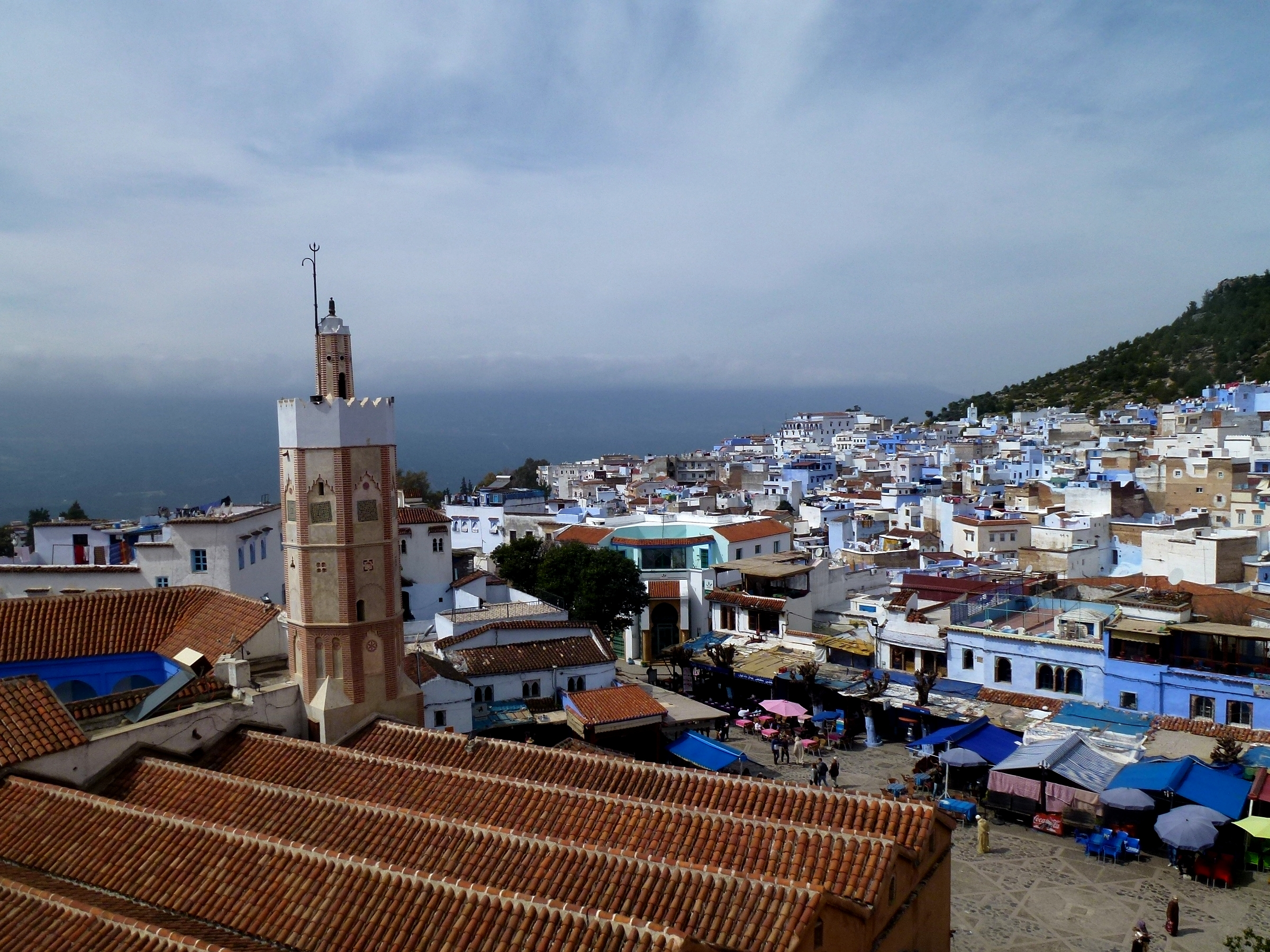
El minaret i la teulada de la mesquita, amb vista a la Plaça Outa Hammam

La mesquita data del període més primerenc de la ciutat després de ser fundada per Ali ibn Rashid al-Alamí, però les fonts varien (o s'hi contradiuen) en citar la data exacta de la fundació: algunes la daten el 1471 (data de la fundació de la ciutat), unes altres els 1475-76 (880 de l'Hègira), i unes altres la daten en el segle XVI, amb el fill de Mulay 'Ali, Mohammed. Sembla que el minaret data de finals del XVI, pel seu fust octogonal i la semblança amb l'estil dels minarets construïts sota Ali ibn Abdallah Errifí (governador de Tànger sota el soldà Mulay Ismail), com els de la Mesquita de la Kasbah de Tànger o la Gran Mesquita d'Arcila.
La mesquita també té una madrassa que històricament oferia lliçons de ciències religioses com el fiqh (jurisprudència islàmica), i també tenia dormitoris per a estudiants. Com a principal mesquita aljama de la ciutat, era el lloc on els governants o governadors autòctons de Xauen juraven lleialtat al soldà del Marroc i on es llegien públicament els seus decrets. La mesquita es va restaurar en el segle XIX i XX (quan es va construir el portal actual de l'entrada principal). Fou restaurada per darrera vegada el 2006.

## Arquitectura
La mesquita ocupa una superfície d'uns 130 metres quadrats. Té un pati (sahn), una sala de pregària interior, un minaret, una font, una cambra d'ablucions i una madrassa. La sala de pregària és el component més gran i consta d'una sala hipòstila amb vuit "naus" o passadissos dividits per fileres d'arcs de ferradura que corren paral·lels al mur sud-oest de l'alquibla. Cada nau té sis arcs. L'interior no està decorat, cosa comuna en altres mesquites de la ciutat. La sala està ensostrada amb teules roges, a diferència de moltes mesquites del Marroc, que tenen els sostres de teula verda.
Els únics elements decorats de la mesquita són l'entrada exterior i el minaret, que té un fust octogonal, està decorat en tres nivells, cadascun amb arcs cecs amb perfils redons llisos, polilobulats o amb llambrequins. El nivell més alt també té panells quadrats farcits de rajoles zellige. El color ocre s'usa en alguns detalls decoratius, i la part superior del minaret està emblanquinada.